# Alexandre Boucicaut
Jean Michél Alexandre Boucicaut (Port-au-Prince, 18 novembre 1981) è un ex calciatore haitiano, di ruolo centrocampista.

## Caratteristiche tecniche
Gioca principalmente come trequartista, ma può essere impiegato anche in attacco, come seconda punta.

## Carriera

### Club
Comincia a giocare in patria, al Racing Club Haïtien. Nel 2000 passa al Violette. Nel 2004 si trasferisce negli Stati Uniti, al Chicago Fire. Nel 2005 passa al Colorado Rapids. Nel 2006 viene acquistato dall'Independiente Santa Fe, club della massima serie colombiana. Nel 2007 torna in patria, al Violette. Nel 2012 si trasferisce a Trinidad e Tobago, al Don Bosco Moca. Nel 2014 passa al San Cristóbal. Nel 2015 viene acquistato dal Moca.

### Nazionale
Ha debuttato in Nazionale nel 2001. Ha partecipato, con la Nazionale, alla Gold Cup 2007. Ha collezionato in totale, con la maglia della Nazionale, 48 presenze e 8 reti.